# Йодок
Йодок — уезд в провинции Хамгён-Намдо (Северная Корея). Ранее входил в уезд Ёнхын, но с 1952 года был выделен в отдельный уезд.
Ландшафт горный. Йодок пересекают горные массивы Ранним (кор. 랑림산맥) и Пуктэбон (кор. 북대봉산맥. Высочайший пик — Модобон (кор. 모도봉) (1833 метра). Через уезд протекает река Ёнхынган (кор. 룡흥강). Среднегодовая температура 8.9℃, в январе −5.9℃, в августе 22.2℃. Железных дорог в уезде нет.
На территории уезда расположен исправительно-трудовой лагерь Ёдок.